# Fra Holbergs tid
Fra Holbergs tid, Suite i gammel stil is een compositie van Edvard Grieg. De letterlijke vertaling uit het Noors luidt: Uit Holbergs tijd, suite in oude stijl. Het werk is beter bekend als de Holbergsuite. De titel voert terug op de viering van de tweehonderdste geboortedag van de Noorse humanist en schrijver Ludvig Holberg in 1884. De muziek is geënt op die tijd (oude stijl), min of meer Franse barok. Het is een voorbeeld van Noors neoclassicisme.
De muziek, die oorspronkelijk voor piano solo is geschreven, bestaat uit een introductie en vier dansen, waarvan de titels ook al verwijzen naar een oude tijd:
- Präludium (in allegro vivace)
- Sarabande (in andante espressivo)
- Gavotte (in allegretto)
- Air (in andante religioso)
- Rigaudon (in allegro con brio)

De versie voor strijkorkest volgde een jaar later.
Fra Holbergs tid zou dankzij het arrangement voor strijkorkest uitgroeien tot het standaardrepertoire van Grieg. Het begin was echter minder roemrucht. In een zaal van een arbeidersvereniging in Bergen zat op 7 december 1884 Grieg zelf achter de piano. Die avond werd ook nog Griegs Holberg-kantate uitgevoerd, een werk dat nooit verder dan manuscriptvorm is gekomen; de nummering daarvan is EG171. De Holbergsuite is opgedragen aan Erika Nissen, een destijds  beroemde Noors pianiste. 
In diezelfde zaal werd de eerste uitvoering gegeven van de versie voor strijkinstrumenten. Die uitvoering vond plaats op 12 maart 1885 tijdens een concert met andere werken van Grieg. Aanwezig waren onder meer de zangeres Nina Hagerup - toen al Grieg's echtgenote - en de cellist John Grieg, broer van de componist.